# 왕준 (낙랑)
왕준(王遵, ? ~ ?)은 중국 서진, 전연의 인물로, 낙랑군(樂浪郡) 사람이다.

## 사적
고구려 미천왕(300년~331년)이 낙랑을 공격하자, 당시 낙랑 · 대방에서 할거하고 있던 장통(張統)에게 낙랑의 1000여 가구의 사람들을 데리고 모용외에게 귀부할 것을 종용하였다. 장통은 왕준의 말대로 하였고, 모용외는 새로 낙랑군을 두어 장통을 낙랑태수로 삼는 한편 왕준을 참군사(參軍事)로 삼았다.

## 출전
- 사마광, 《자치통감》 권88